# Maria Iolanda Palazzolo
Maria Iolanda Palazzolo (Catania, 16 settembre 1949) è una storica e scrittrice italiana.

## Biografia
Si occupa di varie tematiche relative alla storia e alla libertà di stampa e di lettura.
È professoressa associata presso l'Università di Pisa, dove ha insegnato Organizzazione informatica delle biblioteche e Storia della Stampa e dell’Editoria presso il Dipartimento di Storia Moderna e Contemporanea. Nel 2014 ha insegnato Storia dell’editoria moderna e del commercio librario presso l'Università degli Studi di Roma "La Sapienza".
Collabora con l'Enciclopedia Treccani, per cui ha scritto varie voci, e con riviste storico letterarie, tra cui la rivista di storia contemporanea Passato e presente e La fabbrica del libro (entrambe edite da FrancoAngeli), Meridiana, La bibliofilia, Società e Storia, Dimensioni e problemi della ricerca storica, Mélanges de l'École française de Rome - Italie et Méditerranée e Antologia Vieusseux.
Per la stesura di alcune monografie (su Giuseppe Pomba, Carlo Tenca, Antonio Fortunato Stella), ha collaborato con Alberto Mario Banti, Lodovica Braida e Marina Caffiero.

## Opere principali
- Intellettuali e giornalismo nella Sicilia preunitaria, ed. Mondadori Education, 1975, 146 pp; ed. Società di storia patria per la Sicilia orientale, Catania, 1975, 146 pp.
- Editori, librai e intellettuali: Vieusseux e i corrispondenti siciliani, Napoli, Liguori Editore, 1980, 197 pp., ISBN 88-207-0812-4.
- I salotti di cultura nell'Italia dell'Ottocento, Roma, ed. La goliardica editrice universitaria, 1984, 101 pp; I salotti di cultura nell'Italia dell'Ottocento: scene e modelli, Milano, ed. FrancoAngeli, 1985, 131 pp.
- I tre occhi dell'editore, ed. Archivio Guido Izzi, Roma, 1990, 279 pp., ISBN 88-85760-16-3.
- Editoria e istituzioni a Roma fra Settecento e Ottocento, ed. Archivio Guido Izzi, 134 pp., 1994, ISBN 88-85760473.
- I libri il trono l'altare, ed. FrancoAngeli, Milano, 2003, 134 pp., ISBN 88-464-4990-8.
- Editori italiani dell'Ottocento. Repertorio di Ada Gigli Marchetti, Mario Infelise, Luigi Mascilli Migliorini, Maria Iolanda Palazzolo e Gabriele Turi, Milano, ed. FrancoAngeli, 2004, ISBN 88-464-5313-1.
- La perniciosa lettura: la Chiesa e la libertà di stampa nell'Italia liberale, Roma, ed. Viella, 2010, ISBN 978-88-83344381.
- Edoardo Perino: un editore popolare nella Roma umbertina, di Maria Iolanda Palazzolo, Sara Mori, Giorgio Bacci, Milano, ed. FrancoAngeli, 2012, ISBN 978-88-20400026.
- La nascita del diritto d'autore in Italia: concetti, interessi, controversie giudiziarie (1840-1941), Roma, ed. Viella, 2013, ISBN 978-88-67280919.
- Gli editori del papa: da Porta Pia ai Patti lateranensi, Roma, ed. Viella, 2016, 162 pp., ISBN 978-88-6728-676-8